# Moreno Aoas Vidal
Moreno Aoas Vidal (San Paolo, 23 febbraio 1983) è un ex calciatore brasiliano, di ruolo difensore.

## Carriera
Comincia la carriera tra le file del Corinthians con il quale esordisce da professionista. Gioca anche in Europa, precisamente in Svizzera nel 2004, con la formazione del Chiasso. Al suo rientro in patria veste le maglie, in ordine, dell'Atletico Paranaense, del Santa Cruz Futebol Clube, del Fortaleza Esporte Clube e infine del Botafogo. Da qui, nella sessione invernale del calciomercato, viene acquistato dall'Udinese, dove non è riuscito ancora a compiere l'esordio in gare ufficiali in nessuna competizione.